# Aenictus arya
Aenictus arya este o specie de furnică militară de culoare maro deschis, răspândită în India, în special în Karnataka și Bengalul de Vest.